# Werkfeuerwehr

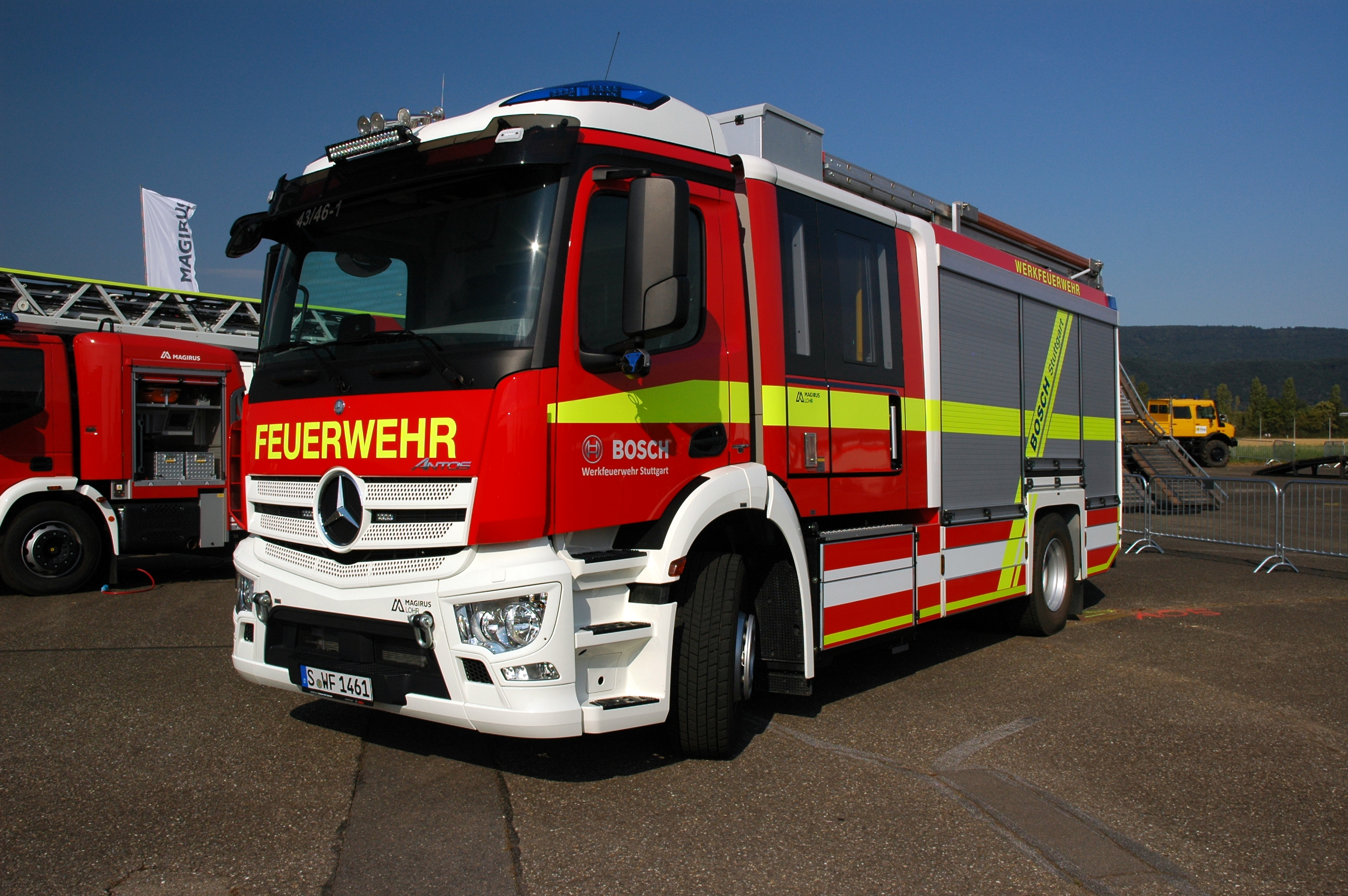
HLF 30 der Werkfeuerwehr Bosch Stuttgart

Eine Werkfeuerwehr ist in Deutschland eine Feuerwehr, die im Sinne des Gesetzes nicht öffentlich ist. Werkfeuerwehren sind durch die zuständige Aufsichtsbehörde angeordnete oder anerkannte Feuerwehren.

## Allgemeines
Die Hauptaufgabe der Werkfeuerwehren besteht überwiegend in der Sicherstellung des Brandschutzes in großen Industriebetrieben. Sie müssen bezüglich Aufbau, Ausbildung und Ausrüstung den Erfordernissen sowohl der zu schützenden Betriebe als auch der öffentlichen Feuerwehr entsprechen.

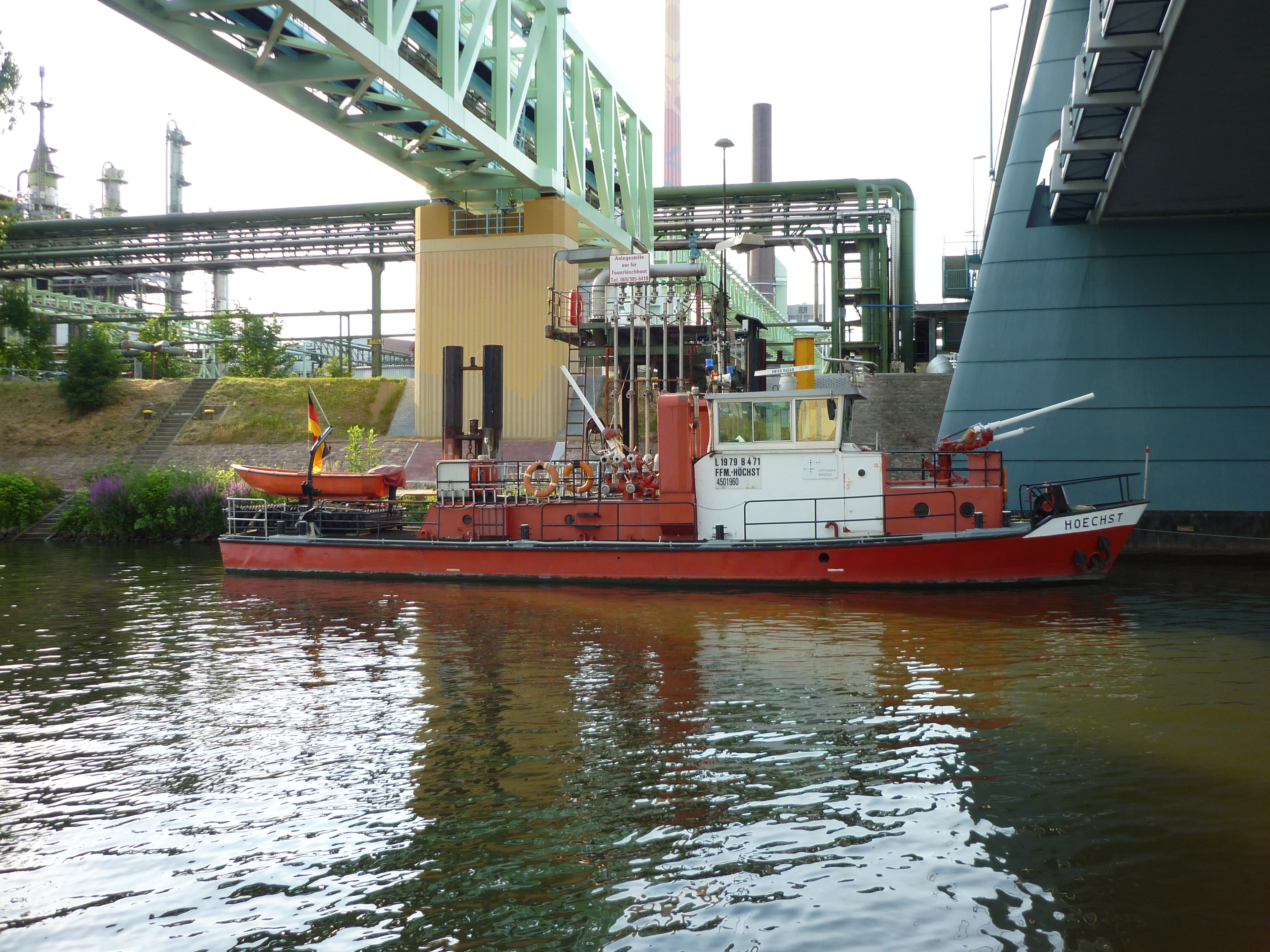
Feuerlöschboot der Werkfeuerwehr des Industrieparks Höchst

Werkfeuerwehren sind spezialisiert auf die in ihrem Unternehmen zu erwartenden Einsätze. So sind zum Beispiel Flughafenfeuerwehren für die Brandbekämpfung an Flugzeugen ausgelegt. Entsprechend den Auflagen durch die Aufsichtsbehörden dürfen die Werkfeuerwehren auch außerhalb des Werkgeländes auf Anforderung eingesetzt werden.
Werkfeuerwehrleute können hauptberuflich oder nebenberuflich tätig sein. Nebenberufliche Kräfte gehen primär einer anderen Aufgabe in dem zu schützenden Betrieb nach, von der sie im Einsatzfall freigestellt werden. Dementsprechend kann eine Werkfeuerwehr wie eine Berufsfeuerwehr organisiert sein, wenn vorhanden ergänzt und unterstützt von nebenberuflichen Kräften, oder wie eine Freiwillige Feuerwehr. Im Gegensatz zu den öffentlichen Feuerwehren ist die Entlohnung der Einsatzkräfte nicht landesweit einheitlich geregelt, sondern in einem Tarifvertrag oder firmenintern festgelegt.

### Deutschland

Historisches Foto der Henkel & Co.: Fabrik-Feuerwehr

In Deutschland bilden öffentliche Feuerwehren (Berufs-, Pflicht- und Freiwillige Feuerwehren) mit den Werkfeuerwehren die Feuerwehren der Gemeinde. Regelmäßig überprüfen die Aufsichtsbehörden, z. B. in NRW die Bezirksregierungen, den Leistungsstand der Werkfeuerwehren im Regierungsbezirk.
Der Werkfeuerwehrverband Deutschland (WFVD) ist ein Zusammenschluss aller deutschen Werkfeuerwehren und als Bundesgruppe Mitglied des Deutschen Feuerwehrverbands.
Das Aufstellen bzw. Einrichten einer Werkfeuerwehr kann zum einen eine gesetzliche Auflage aufgrund der besonderen Gefahrensituation in einem Betrieb sein oder auch eine freiwillige Einrichtung eines Betriebs, bei der eine kürzere Eingreifzeit der Einsatzkräfte im Gegensatz zur öffentlichen Feuerwehr erwartet wird. Durch das schnelle Handeln im Schadensfall verspricht sich das Unternehmen, beispielsweise durch kürzere Ausfallzeiten von Maschinen, eine Kostenersparnis. Weitere Gründe zur Einrichtung einer Werkfeuerwehr sind niedrigere Versicherungsprämien sowie die Möglichkeit, flächenmäßig größere Brandabschnitte erreichen zu können.
In Deutschland nicht staatlich anerkannt sind hingegen die Betriebsfeuerwehren.
Seit dem 1. August 2009 gibt es in Deutschland eine duale Ausbildung zum Werkfeuerwehrmann.

### Österreich
Bei den Feuerwehren in Österreich gibt es begrifflich statt Werkfeuerwehren nur Betriebsfeuerwehren. Die Mannschaft einer Betriebsfeuerwehr besteht vorwiegend aus Angehörigen eines oder mehrerer Unternehmen oder Anstalten. Siehe Betriebsfeuerwehr#Betriebsfeuerwehr in Österreich.

### Schweiz

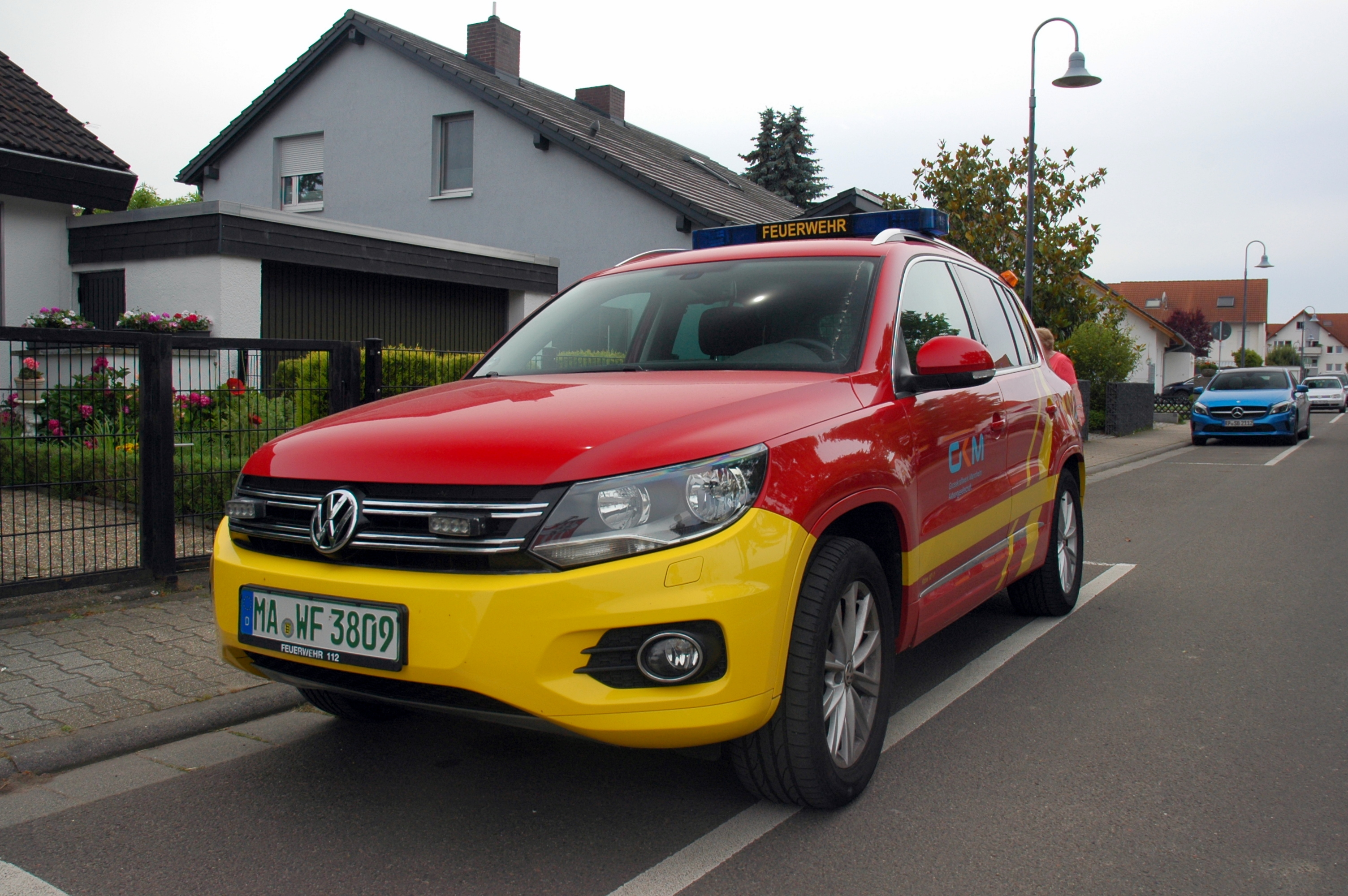
KdoW der Werkfeuerwehr Großkraftwerk Mannheim

In der Schweiz sind einige der Werkfeuerwehren in der Vereinigung Schweizerischer Berufsfeuerwehren organisiert. Mitglieder sind die Industriefeuerwehr Region Basel AG, Genève Service Sécurité Aéroport und die Werkfeuerwehr Roche.

## Beispiele

### Deutschland

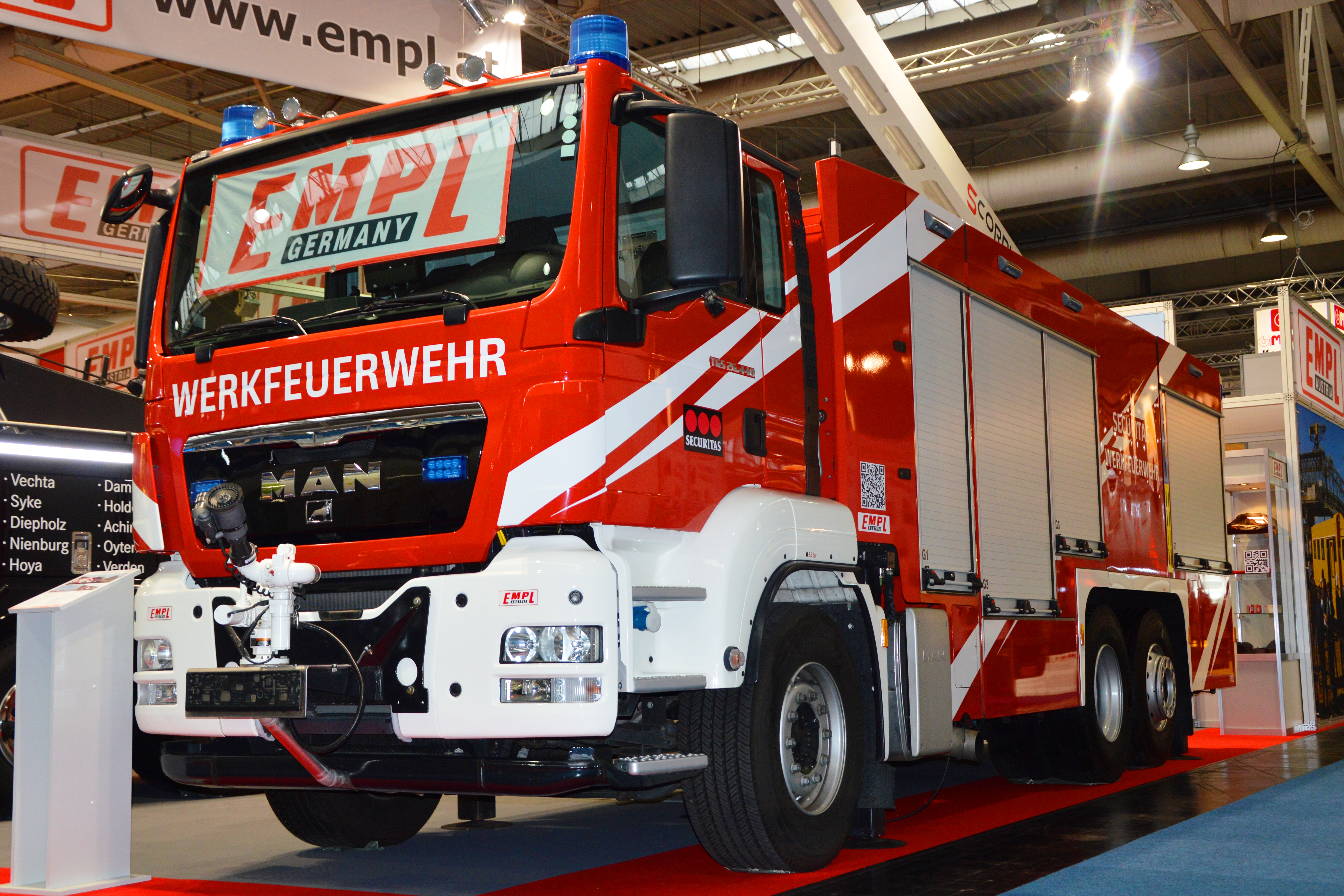
LF der EMPL Fahrzeugwerk GmbH

Als Beispiel in Deutschland unter anderem folgende Werkfeuerwehren:
- Werkfeuerwehr BASF in Ludwigshafen am Rhein
- Werkfeuerwehr Bosch Stuttgart
- Flughafenfeuerwehr Düsseldorf
- Werkfeuerwehr Forschungszentrum Jülich
- Flughafenfeuerwehr Frankfurt am Main
- Werkfeuerwehr des Industrieparks Höchst in Frankfurt am Main
- Flughafenfeuerwehr München
- Feuerwehr TU München in Garching
- Flughafenfeuerwehr Nürnberg

### Polen
- Werkfeuerwehr Hafen Danzig (Hafenfeuerwehr „FLORIAN“ GmbH und die Feuer- und Seerettungdienst GmbH) in Danzig

### Schweiz
- Betriebswehr SBB Erstfeld
- Betriebswehr SBB Biasca
- Chemiewehr Uri
- Werkhoffeuerwehr Flüelen